# 皺刺粉蝨
皺刺粉蝨（学名：Aleurocanthus rugosus）为粉蝨科刺粉蝨屬下的一个种。